# Der große Schatten
Der große Schatten ist ein Spielfilm von Paul Verhoeven aus dem Jahr 1942. Die Hauptrolle des Films, der Motive von Calderóns Stück Der Richter von Zalamea variiert, übernahm Heinrich George.

## Inhalt
Die Eheleute Gisela Ahrens und Robert Jürgensen sind beide Schauspieler und sollen auf einer Bühne in der Provinz zusammen im Stück Der Richter von Zalamea auftreten. Im Souffleur des Stücks erkennen beide den früher bekannten Berliner Schauspieler Conrad Schroeter.
Rückblende um mehrere Jahre: Auf einer Tournee lernt Conrad Schröter die junge Gisela Ahrens kennen. Er engagiert sie an sein Theater in Berlin. Gisela verliebt sich in den von ihr verehrten Schauspieler, und auch Conrad, der sich zunächst gegen seine Gefühle wehrt, hat sich in die junge Kollegin verliebt. Ein erstes Rendezvous mit Gisela muss er jedoch absagen, da es seiner Tochter Inge schlecht geht.
Conrad bittet den Schauspieler Robert Jürgensen, Gisela von seinem Fernbleiben zu unterrichten. Der jedoch nutzt die Gelegenheit, überzeugt Gisela, dass Conrad ihre Liebe nicht erwidert, und verführt sie. In Conrads Tochter Inge, die sich von ihrem Vater und dem Verlobten Martin Scholz im Stich gelassen fühlt, findet er kurz darauf eine neue Liebschaft. Gisela wird von Robert schwanger und offenbart dies in einem Gespräch Inge, der es das Herz bricht. Sie nimmt sich das Leben. Conrad erfährt davon, während er im Richter von Zalamea auf der Bühne steht. Er, in der Rolle des Pedro Crespo, fällt daraufhin Robert in der Rolle des Hauptmanns Don Alvaro an, der im Stück seine Tochter Isabel, dargestellt von Gisela, verführt hat. Er fleht ihn an, ihm seine Tochter zurückzugeben. Fiktion und Realität vermischen sich, als Conrad Robert auf der Bühne beinahe tatsächlich vor Wut und Verzweiflung erwürgt. Der Vorhang fällt vorzeitig und der fast wahnsinnige Conrad wird in eine Nervenheilanstalt gebracht. Robert erkennt seine Schuld und ist dem Selbstmord nahe – Gisela hilft ihm aus seinem Tief und beide beginnen des gemeinsamen Kindes wegen ein neues Leben. Auf der „Flucht“ vor Conrad beginnen beide ein unstetes Leben und reisen von Gastspiel zu Gastspiel.
Vorblende: Neben Gisela und Robert soll auf den Wunsch des Intendanten hin auch Conrad im Richter von Zalamea spielen. Das Publikum feiert den auf die Bühne zurückgekehrten Conrad, dem es während der Vorstellung gelingt, sich mit sich selbst, seiner Vergangenheit und Robert zu versöhnen. Am Ende reicht er beiden Schauspielern die Hand und sagt: „Es gibt etwas Höheres als unser persönliches Schicksal, unsere Kunst.“

## Produktion

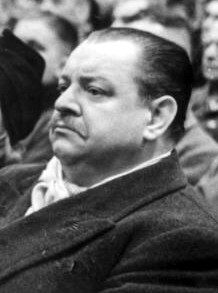
Hauptdarsteller Heinrich George 1943

Die Dreharbeiten für Der große Schatten begannen am 15. Mai 1942 und endeten im Juli desselben Jahres. Ein Drehort des Films war das Berliner Schiller-Theater, an dem Heinrich George als Intendant und Schauspieler tätig war.
Die Zensur belegte den Film am 4. September 1942 mit einem Jugendverbot. Der Film wurde 1942 auf den damals 10. Internationalen Filmfestspielen in Venedig als letzter deutscher Film welturaufgeführt. Die deutsche Erstaufführung erfolgte am 23. Oktober 1942 im Berliner Gloria-Palast.

## Kritik
Die zeitgenössische Kritik lobte, dass „das Milieu des Theaters [selten] so packend und echt festgehalten worden [ist] wie hier.“ Der große Schatten sei „ein Film aus der Welt des Schauspielers, ein Werk, das die Kunst und die Künstler ernst nimmt und ohne die billige Romantik zeigt, mit der so oft Schauspielerromane und -filme belastet sind.“
Heinrich George, der am Berliner Schiller-Theater bereits 1937 im Richter von Zalamea die Hauptrolle übernommen hatte, würde „den Conrad Schröder mit dem ganzen Reichtum seiner Darstellungskraft“ spielen, während Will Quadflieg „dieser Zwielichtrolle interessante menschliche Konturen“ gibt. Heidemarie Hatheyer würde „auch die Darstellung des Schwerbegreiflichen in ihrer Rolle“ gelingen. Der Film unter der Leitung von Paul Verhoeven zeige „ein sehr geglücktes Zusammenspiel aller Kräfte – auch die Darsteller in Episodenrollen prägten sich ein.“
Das Lexikon des internationalen Films bemerkte die Konzeption des „Theater[s] im Film und theatralische[r] Konflikte, in denen die Handlung des Theaterstücks zeitgemäß variiert wird.“ Der Film sei „Dank der überragenden Charakterdarstellung Heinrich Georges noch immer packend.“

## Auszeichnungen
Der Film erhielt die Prädikate „künstlerisch besonders wertvoll“ und „kulturell wertvoll“. Auf den 10. Internationalen Filmfestspielen in Venedig 1942 wurde Der große Schatten mit dem Premio della Biennale ausgezeichnet.